# 少毛北前胡
少毛北前胡（学名：Peucedanum harry-smithii var. subglabrum）是伞形科前胡属华北前胡的变种。分布于中国大陆的陕西、河南等地，生长于海拔1,000米的地区，多生于山坡林缘和空旷地，目前尚未由人工引种栽培。